# David Edwards (ciclista)
David Edwards (Alice Springs, 21 de abril de 1993) é um ciclista australiano que atua como guia de Kieran Modra no ciclismo tandem, com quem conquistou a medalha de bronze na prova de estrada contrarrelógio dos Jogos Paralímpicos de Verão de 2016, realizados no Rio de Janeiro, Brasil. Venceu, em 2011, o Campeonato Australiano de Ciclismo Contrarrelógio Sub-20 e conquistou o título do Campeonato da Oceania de Ciclismo em Estrada Sub-23, em 2015.